# Scientist
«Scientist» es una canción grabada por el grupo surcoreano Twice. Fue lanzada por JYP Entertainment y Republic Records el 12 de noviembre de 2021, escrita por Shim Eun-ji y compuesta por Anne-Marie, Melanie Fontana, Michel "Lindgren" Schulz, Tommy Brown, Steven Franks y 72; y corresponde al sencillo principal del tercer álbum de estudio coreano del grupo, titulado Formula of Love: O+T=<3.

## Antecedentes y lanzamiento

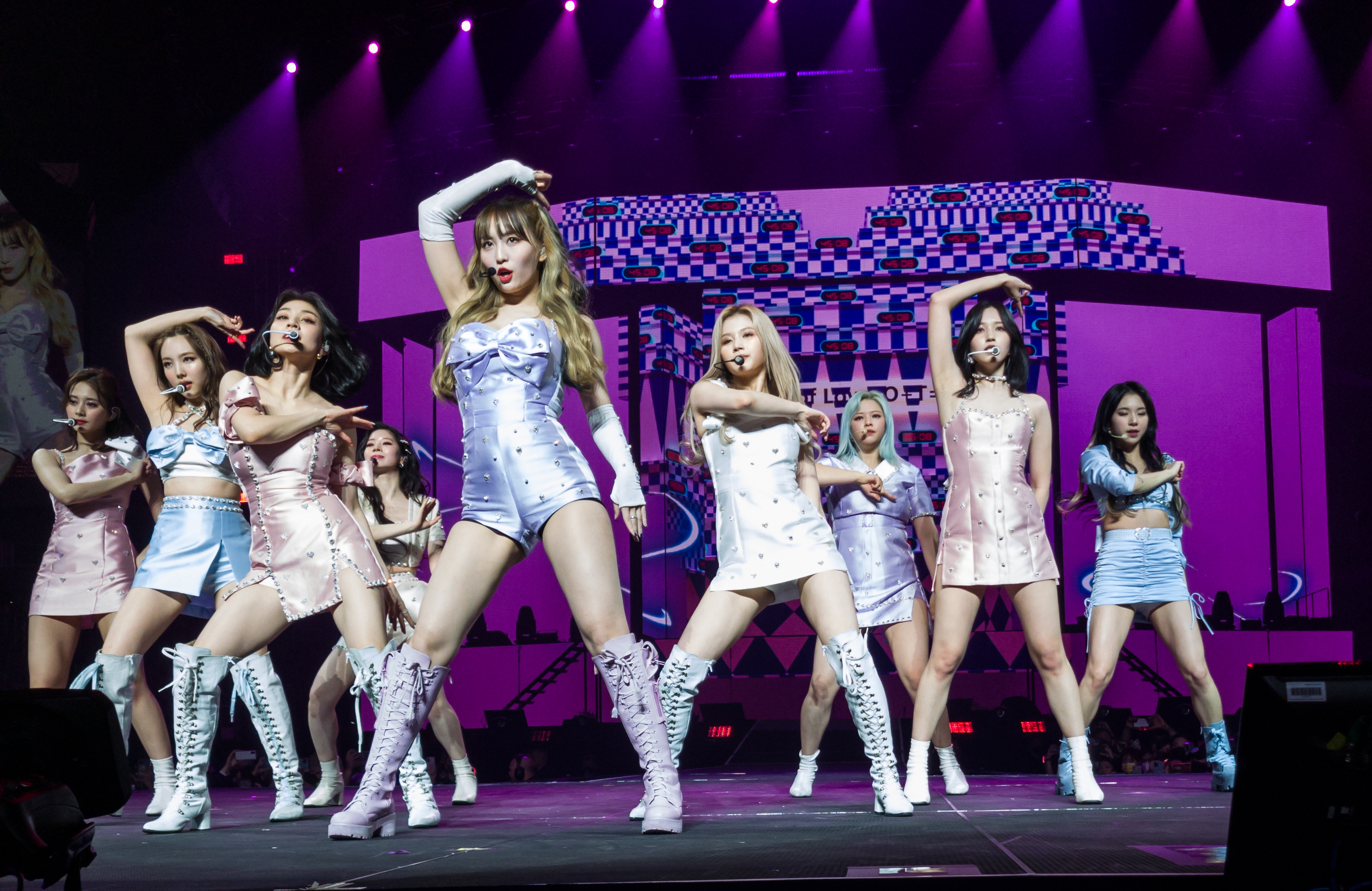
Twice interpretando Scientist en su 4th world tour

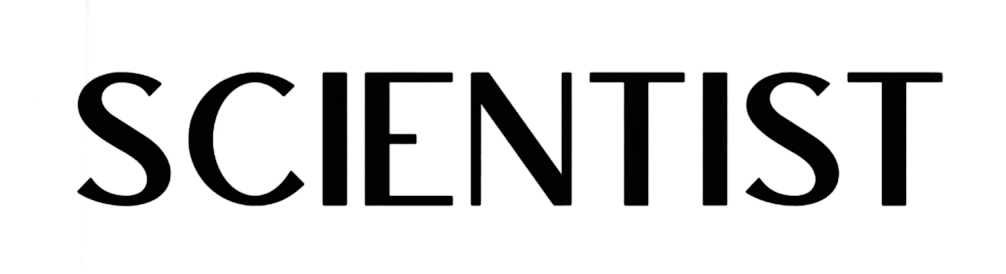
Logo del album

El 1 de octubre de 2021, Twice lanzó su primer sencillo en inglés titulado «The Feels». Al final del vídeo musical de la canción, se anunciaba la realización de un próximo álbum de larga duración del grupo y una futura gira. El 24 de octubre, JYP Entertainment lanzó un tráiler con las miembros de Twice interpretando a científicas en el "Twice Love Lab", un laboratorio donde realizaban "experimentos de amor". El 5 de noviembre, se subió un fragmento de la canción principal del nuevo álbum a la cuenta oficial de TikTok de Twice.
El 29 de octubre fue presentado el cronograma del lanzamiento y se publicó la lista de canciones, confirmando que el álbum contendría 17 canciones y que el sencillo principal llevaría por nombre «Scientist».

## Composición y letra
«Scientist» fue escrita por Shim Eun-ji y su música fue compuesta por Anne-Marie, Melanie Fontana, Michel "Lindgren" Schulz, Tommy Brown, Steven Franks, 72; con los arreglos musicales a cargo de Tommy Brown, Mr. Franks y Michel "Lindgren" Schulz.

## Vídeo musical
El vídeo musical de «Scientist» fue lanzado el 12 de noviembre junto con el lanzamiento del álbum, y fue dirigido por Rigend Film, quien también estuvo a cargo del vídeo musical de su sencillo anterior «Alcohol-Free». Su baile fue coreografiado por La Chica, un trío de baile que ha trabajado previamente con otros artistas surcoreanos como Aespa, BoA, Chungha y CLC, entre otros.

## Reconocimientos

### Premios y nominaciones
| Año  | Evento                    | Premio                      | Resultado | Ref.  |
| ---- | ------------------------- | --------------------------- | --------- | ----- |
| 2022 | Circle Chart Music Awards | Canción del año - noviembre | Ganador   | [ 8 ] |

### Programas de música
| Programa         | fecha                   | Ref.   |
| ---------------- | ----------------------- | ------ |
| Music Bank (KBS) | 19 de noviembre de 2021 | [ 9 ]  |
| Inkigayo (SBS)   | 28 de noviembre de 2021 | [ 10 ] |

### Listados
| Publicación  | Lista                                            | Ranking  | Ref.   |
| ------------ | ------------------------------------------------ | -------- | ------ |
| Amazon Music | Best of 2021: K-Pop                              | Incluida | [ 11 ] |
| Amazon Music | Best of 2022: K-Pop                              | Incluida | [ 12 ] |
| Billboard    | 25 Best K-Pop Songs of 2021: Critics’ Picks      | 19.º     | [ 13 ] |
| Cosmopolitan | 57 Happy Songs That’ll Instantly Boost Your Mood | Incluida | [ 14 ] |
| Dazed        | The best K-pop tracks of 2021                    | 9.º      | [ 15 ] |
| Genius Korea | 2021 Year End Chart - Top Songs                  | 46.º     | [ 16 ] |
| Genius Korea | 2021 Year End Chart - Top K-Pop Songs            | 28.º     | [ 17 ] |
| Tidal        | Best of K-Pop 2021                               | Incluida | [ 18 ] |

## Posicionamiento en listas
| Lista (2021)                                        | Mejor posición |
| --------------------------------------------------- | -------------- |
| Corea del Sur (Gaon Digital Chart)                  | 108            |
| Estados Unidos (Billboard World Digital Song Sales) | 7              |
| Japón (Japan Hot 100)                               | 72             |
| Nueva Zelanda (RMNZ)                                | 27             |

## Historial de lanzamiento
| País   | Fecha                   | Formato                       | Sello                               | Ref.   |
| ------ | ----------------------- | ----------------------------- | ----------------------------------- | ------ |
| Varios | 12 de noviembre de 2021 | CD Descarga digital streaming | JYP Entertainment, Republic Records | [ 23 ] |